# Honda SS 50
Die Honda SS 50 (SS für SuperSport) ist ein Kleinkraftrad der Firma Honda, das von 1966 bis 1976 gebaut wurde.

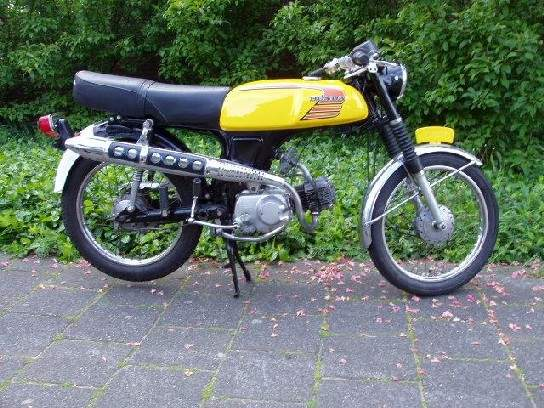
Honda SS 50, niederländische Version

## Vorgänger
In der 50er Klasse baute Honda ab Anfang der 1960er die Honda Super-Cub. Sie hatte einen fahrtwindgekühlten Einzylinder-Viertaktmotor mit hängenden Ventilen, Fliehkraftkupplung und Dreigang-Fußschaltung. Der Rahmen mit relativ tiefem Durchstieg wurde aus Rohren und Pressstahlteilen gefertigt und mit einem Beinschild verkleidet. Die Vordergabel hatte kurze Schwinghebel. Die Hinterradschwinge hatte ölgedämpfte Federbeine. Das Fahrzeug wurde mit 50- oder 55 cm³, und sowohl mit Magnet- als auch Batteriezündung produziert. Die Motorleistung betrug abhängig vom Hubraum 4,5 bzw. 5,0 hp (nach SAE) (3,4–3,7– kW). Sehr ähnliche Fahrzeugtypen, jedoch mit Zweitaktmotor, wurden seinerzeit von Yamaha und Suzuki in Japan produziert.
Ab 1961 war in Deutschland eine abgeleitete Sportausführung Honda 50 Sport mit dem Typcode C 110 und C 111 erhältlich. Sie hatte im Unterschied zur Super-Club einen Brückenrahmen aus gepressten Stahlblechprofilen, um 0,5 PS größere Motorleistung und zumindest teilweise ein 4-Gang-Getriebe. Neu auf dem europäischen Markt war der Fallstromvergaser von Keihin mit zahlreichen technischen Besonderheiten. Abgeleitet wurde der Typ 90 C-200 mit 87 cm³.
1965 entwickelte Honda daraus den Typ S-50 mit dem Typcode C114 und zur S-90. Diese Maschinen hatten einen Pressstahlrahmen in T-Form und anstatt der Kurzschwinge eine ölgedämpfte Teleskopgabel, die Kettenkapselung war entfallen. Der Motor bekam eine obenliegende Nockenwelle. Er leistete 5 PS (3,7 kW) bei 9500 min−1 und hatte eine 5-Gang-Fußschaltung. Das maximale Drehmoment von 0,64 kpm wurde bei 7300/min erreicht. Die Höchstgeschwindigkeit war im Prospekt mit circa 80 km/h angegeben. In der Preisliste stand sie mit 1195 DM.

## Technik
Im Gegensatz zu den deutschen Zweitakt-Maschinen (Hercules, Kreidler, Zündapp, Maico) hat die Honda SS 50 einen Viertaktmotor. Er leistet 5,1 PS (3,7 kW) bei 9960 min−1. Diese Honda-Motoren haben einen liegenden Zylinder mit obenliegender Nockenwelle und ein über eine Schaltwippe betätigtes Fünfganggetriebe mit Ölbad-Kupplung. Die Antriebskette läuft in einem geschlossenen Kettenkasten. Trotz der üblichen Schwunglicht-Magnetzündung hat die SS 50 zusätzlich eine 6-V-Batterie, weshalb die bei der Konkurrenz vorhandene Schnarre durch eine richtige Hupe ersetzt werden konnte und am Rahmen oberhalb des Batteriekastens ein Zündschloss vorhanden war. Ebenfalls nicht an anderen Kleinkrafträdern zu finden war die Leerlaufkontrollleuchte im Tacho der SS 50. In einem Test von „Das Motorrad“ erreichte Ernst Leverkus etwa 76 km/h. Die Ur-SS-50 wurde in den Farben Schwarz und Rot ausgeliefert, wobei die Schutzbleche beider Varianten – vorne aus Blech, hinten aus Kunststoff – hellgrau waren. Am 5,3 l fassenden Tank befinden sich rechts und links Chromblenden mit Gummikniepolstern. Die Lenkerarmaturen und Schalter aus Aluminiumdruckguß entsprachen dem hohen Niveau der übrigen Honda-Motorradmodelle, wozu auch die zwei serienmäßigen Rückspiegel gehören; sie hoben sich von den an den deutschen Kleinkrafträdern verwendeten Blecharmaturen ab.
Die SS 50 kostete Ende 1970 circa 990 DM. Unter Berücksichtigung der Inflation entspricht dies einer heutigen Kaufkraft von etwa 2.132 Euro. Der Verbrauch liegt bei 2,1 bis 2,3 l Superbenzin auf 100 km, woraus sich eine Reichweite von circa 250 km ergibt. Durch den geringen Verbrauch und den Umstand, nicht auf Zweitaktgemisch zurückgreifen zu müssen, liegen die Betriebskosten der SS 50 weit unter denen der deutschen Modelle, die dafür allerdings durchgängig eine höhere Endgeschwindigkeit erreichen. Es gab ein Standardmodell mit horizontal liegendem Auspuff und ein De-Luxe-Modell mit hochgezogenem Auspuff und anderem Tank, später nur noch das De-Luxe-Modell in neuem Styling, rot- oder blaumetallic ohne Chromblenden und Gummikniepolster am Tank. Die SS50 De Luxe kostete 1248 DM (Anfang 1974). Dies entspricht einer heutigen Kaufkraft von etwa 2.117 Euro.

## Umbauten und Derivate
Honda-Schuh aus Frankfurt lieferte seinerzeit einen Umbausatz auf 65 cm³ mit Mustergutachten. Manche Umbauten resultierten in einer Zulassung als Kraftrad und führten zu einer Jahres-Kfz-Steuer von 11 DM und einer Jahresversicherungsprämie von etwa 54 DM, was gegenüber der bei einer Kleinkraftradzulassung fälligen Versicherungsprämie von circa 300 DM und Kfz-Steuerfreiheit eine Ersparnis bedeutete, die die Kosten für den Umbausatz innerhalb eines Jahres einspielte. Jedoch war zum Führen der aufgebohrten Honda dann der Führerschein Klasse 1 (ab 18 Jahre) notwendig statt Klasse 4 (ab 16 Jahre).
Zeitweise wurde von Honda ein hubraumstärkeres Modell SS 90 mit 90 cm³ produziert. Der Motor ist konstruktiv bedingt sehr drehfreudig und lässt sich durch entsprechendes Tuning auf Fahrleistungen bringen, die sich mit frisierten deutschen Zweitakt-Kleinkrafträdern kaum erreichen lassen. Hinzu kommt die selbst bei Geschwindigkeiten jenseits der 100 km/h gute Fahrstabilität des nur 75 kg schweren Zweirads.
Ein Abkömmling der Honda SS 50 war die Honda Dax, später die Honda Monkey. Das Konzept des verwendeten Viertaktmotors war außergewöhnlich und hat so viele Liebhaber gefunden, dass der Motor heute noch als Nachbau mit diversen Hubraum-Varianten in Fernost-Modelle eingebaut wird, die teils als Honda-Lizenzbauten entstanden, teils als Plagiate der Dax und der Monkey angesehen werden können.

## Technische Daten
- Motor: Einzylinder-Viertaktmotor mit oberliegender Nockenwelle
- Leistung: 5,1 PS (3,7 kW) bei 9960 min−1
- Kühlung: Fahrtwind
- Getriebe: 5-Gang
- Kraftübertragung: Kette
- Tankinhalt: 5,3 Liter
- Leergewicht: 75 kg
- Höchstgeschwindigkeit: ca. 75–80 km/h